# گرامش
گرامش شهرکی در مرکز کشور آلبانی است. 